# Maire (Québec)
Pour les articles homonymes, voir Maire (homonymie).
Pour un article plus général, voir Maire.
Au Québec, un maire ou une mairesse est une « personne élue à la direction d'une municipalité ».

## Élection des maires, pouvoirs exécutifs, droit de veto
Les maires sont élus tous les quatre ans à date fixe[réf. nécessaire]. L'élection du maire se fait indépendamment de celle des conseillers. À l'exception de la ville de Montréal, un candidat à la mairie ne peut se présenter aussi comme conseiller. Le maire incarne, de concert avec les conseillers municipaux, les pouvoirs exécutifs de la municipalité. Il possède aussi un droit de veto qui lui permet de refuser d'approuver une décision pourtant majoritaire du conseil municipal. Toutefois ce droit de veto est dit suspensif, c'est-à-dire qu'il ne permet que de repousser à une séance ultérieure du conseil municipal la question soulevée. Si la disposition est adoptée de nouveau, le maire ne peut plus y mettre son veto. Il doit l'accepter.

## Pouvoirs du maire

### Pouvoirs en vertu de la Loi sur les cités et villes
Selon l'article 52 de la Loi sur les cités et villes (L.R.Q., c. C-19), les pouvoirs du maire se décrivent comme suit : « Le maire exerce le droit de surveillance, d'investigation et de contrôle sur tous les départements et les fonctionnaires ou employés de la municipalité, et voit spécialement à ce que les revenus de la municipalité soient perçus et dépensés suivant la loi, et à ce que les règlements et les ordonnances du conseil soient fidèlement et impartialement mis à exécution. Il soumet au conseil tout projet qu'il croit nécessaire ou utile, et lui communique toutes informations et suggestions relatives à l'amélioration des finances, de la police, de la santé, de la sûreté, de la propreté, au bien-être et au progrès de la municipalité ».
Le maire possède également un pouvoir de suspension des employés et des fonctionnaires municipaux, pouvoir qui est toutefois soumis à certaines conditions (art 52 al.2 LCV).

### Pouvoirs en vertu du Code municipal du Québec
Le Code municipal du Québec (L.R.Q., c. C-27.1) prescrit lui aussi à peu près les mêmes pouvoirs (art. 142 CM).

### Pouvoir en vertu du Code civil du Québec
Le Code civil du Québec octroie également au maire le pouvoir de célébrer les mariages civils (art. 366 C.c.Q.).

## Maire suppléant
Advenant une absence temporaire ou permanente du poste de maire, un maire suppléant exerce l'entièreté des pouvoirs du premier magistrat, à l'exception du droit de veto, et ce jusqu'à l'élection ou la désignation par le conseil d'un nouveau maire. La Loi sur les cités et villes exige qu'un maire suppléant soit toujours nommé par le conseil pour une période de 4 mois. Le terme pro-maire est également utilisé pour désigner le maire-suppléant.

## Maires d'arrondissement
À Montréal, on désigne par le mot maire aussi les dirigeants principaux des arrondissements.[réf. nécessaire]

## Mairesse (ou maire) au féminin
L'Office québécois de la langue française privilégie l'emploi du mot mairesse, pour désigner une femme exerçant de telles fonctions, mais accepte l’emploi de une maire.